# Nederlands landskampioenschap 1895-1896
Il Nederlands landskampioenschap 1895-1896 fu l'ottava edizione del campionato olandese di calcio.
Al campionato parteciparono sette squadre e il HVV Den Haag vinse il titolo.

## Classifica finale
|   | Club                | G  | V  | N | P | GF | GS | Punti | DR  |                                         |
| - | ------------------- | -- | -- | - | - | -- | -- | ----- | --- | --------------------------------------- |
| 1 | HVV                 | 12 | 10 | 2 | 0 | 33 | 12 | 22    | +19 |                                         |
| 2 | RAP                 | 12 | 8  | 1 | 3 | 52 | 11 | 17    | +41 |                                         |
| 3 | Sparta Rotterdam    | 12 | 8  | 1 | 3 | 30 | 18 | 17    | +12 |                                         |
| 4 | Victoria Rotterdam  | 12 | 4  | 0 | 8 | 20 | 35 | 8     | -15 |                                         |
| 5 | Koninklijke HFC     | 12 | 3  | 2 | 7 | 18 | 42 | 8     | -26 |                                         |
| 6 | Rapiditas Rotterdam | 12 | 3  | 1 | 8 | 27 | 35 | 7     | -8  |                                         |
| 7 | Go Ahead Wageningen | 12 | 2  | 1 | 9 | 24 | 51 | 5     | -27 | Non partecipò al campionato successivo. |

G = Partite giocate; V = Vittorie; N = Nulle/Pareggi; P = Perse; GF = Goal fatti; GS = Goal subiti; DR = Differenza reti, PT = Punti